# Ephesia ariana
Ephesia ariana är en fjärilsart som beskrevs av Vartian 1964. Ephesia ariana ingår i släktet Ephesia och familjen nattflyn. Inga underarter finns listade i Catalogue of Life.